# Giardia lamblia
Giardia lamblia (nota anche come G. intestinalis e G. duodenalis) è un organismo unicellulare anaerobico appartenente al genere Giardia (Protozoi Flagellati Diplomonadini). È un parassita dell'intestino tenue dell'uomo e di altri mammiferi (in particolare dei primati e del maiale), responsabile della giardiasi.

## Struttura
Il ciclo vitale di Giardia lamblia prevede l'alternanza di due forme, una quiescente (cisti) e una vegetativa (trofozoite), durante la quale, attraverso un paio di ventose si ancora all'organismo ospite. La riproduzione è scissipara e avviene all'interno dell'intestino dell'ospite.

### Struttura delle cisti
La forma quiescente, presente in cibo e acqua contaminati da materia fecale ma anche in torrenti e specchi d'acqua montani, da dove può essere assorbita per ingestione nell'organismo ospite, è costituita da cisti ovoidali, rigide, di circa (11-15 µm x 7-10 µm), dotate di 4 nuclei. Le cisti sono protette da una parete esterna spessa 0,3-0,5 µm, formata da uno strato esterno rifrangente composto da una rete di filamenti lunghi da 7 a 20 µm e da uno strato interno composto da due membrane. Sulla parete esterna sono state individuate 4 distinte proteine da 29, 75, 88 e 102 kDa; la componente glucosidica, ritenuta in un primo tempo costituita da chitina, risulta invece in prevalenza N-acetilgalattosamina (GalNAc).

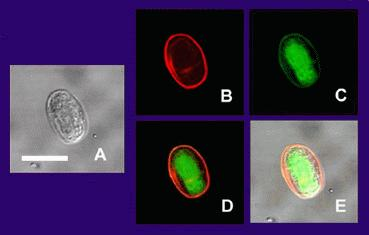
Una cisti di Giardia lamblia in microscopia confocale.

La figura mostra un'unica cisti di Giardia lamblia osservata al microscopio confocale, con vari accorgimenti strumentali. La linea bianca misura 10 µm.
- A osservazione per semplice trasmissione (contrasto differenziale interferenziale).
- B parete della cisti evidenziata mediante uno specifico anticorpo con marcatore fluorescente (TRITC).
- C cisti marcata con diacetato di carbossifluoresceina (CFDA), un indicatore di vitalità.
- D immagine composta da B e C.
- E immagine composta da A, B, e C.

### Struttura dei trofozoiti
La forma vegetativa è costituita da trofozoiti a simmetria bilaterale con aspetto di piccola pera, lunga 10-20 µm e larga 5-10 µm. Sulla faccia ventrale si trovano quattro paia di flagelli (anteriore, posteriore, caudale e ventrale) e un disco ventrale, nonché uno o due corpi mediani in forma di artiglio. I due nuclei sono privi di nucleoli e contornati da dischi adesivi simili a occhiali. Il disco ventrale aderisce alla mucosa intestinale dell'ospite, dalla quale assume il nutrimento per pinocitosi.

## Attività patogena
Generalmente la presenza del parassita nell'intestino non causa alcuna sintomatologia, ma in circa il 10% dei casi può causare, dopo un periodo di incubazione di 12-19 giorni: diarrea (con feci schiumose ricche di grassi), dolori epigastrici, anoressia, nausea e meteorismo.
Nel caso di cronicizzazione i sintomi sono attenuati. In bambini e in soggetti con deficit immunitari possono causare steatorrea, astenia e calo ponderale. La prognosi è comunque sempre favorevole.